# Inna Tsymbalyuk
Inna Anatoliivna Tsymbalyuk (en ucraniano: І́нна Анато́ліївна Цимбалю́к; 11 de junio de 1985, Chernivtsí) es una actriz ucraniana y modelo coronado Miss Universo Ucrania 2006. Se colocó en el top 20 en el concurso Miss Universo 2006.